# ريدركيرك
ريدركيرك Ridderkerk  هي مدينة وبلدية غرب هولندا، في مقاطعة جنوب هولندا.

## طوبوغرافيا
خريطة طوبوغرافية هولندية لبلدية ريدركيرك، يونيو 2015، (تقرأ بعد ثلاث نقرات على الخريطة).

## أعلام
- ريكاردو كيبوم
- كيفن ستروتمان
- عبد الله هازلهوف
- جوردي بويجس